# Schuckmannshöhe
Schuckmannshöhe ist ein Ortsteil der Gemeinde Krackow im Landkreis Vorpommern-Greifswald in Mecklenburg-Vorpommern.

## Geographie
Der Ort liegt zwei Kilometer südöstlich von Krackow. Die Nachbarorte sind Hohenholz und Neuenfeld im Nordosten, Nadrensee im Osten, Storkow im Süden, Blockshof im Südwesten sowie Battinsthal und Krackow im Nordwesten.